# Ныйский залив
Ныйский (гавань Анучина) — залив Охотского моря у восточного берега острова Сахалин.
Залив лагунного типа, в южной части отделена от моря косой Пластун. В акватории находится несколько островов.
Вход в залив (пролив Анучина) расположен на севере, между мысами Такрво и Аге. В залив впадают реки Тымь, в дельте которой образовался остров Кротовский, Джимдан.
Назван по нивхскому селению Ныйво (в переводе ный — «залив»).
Залив открыт в 1805 году экспедицией И. Ф. Крузенштерна. Описан в 1849 году командой транспорта Байкал под началом Г. И. Невельского.
Недалеко от устья расположен посёлок городского типа Ноглики.
На побережье Ныйского залива в 25 км к северу от посёлка Ноглики находится нефтегазоконденсатное месторождение Монги.